# Джагіра
Джагіра (груз. ჯაღირა) — село в Грузії.
За даними перепису населення 2014 року в селі проживає 237 осіб.